# Suartuas

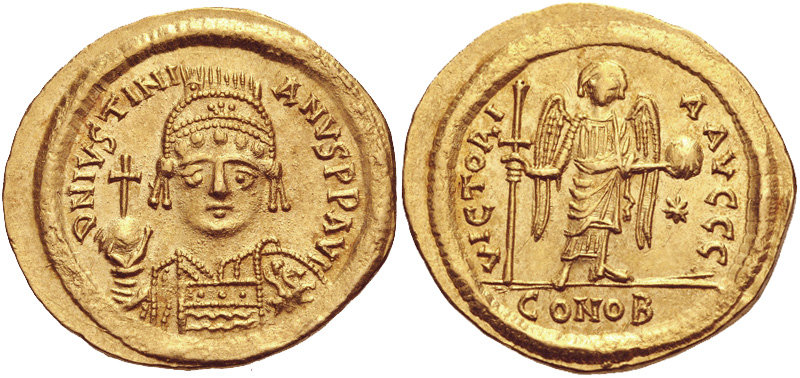
Soldo de Justiniano r.

Suartuas foi um oficial bizantino hérulo do século VI, ativo sob o imperador Justiniano (r. 527–565). Residente em Constantinopla, em 548 foi enviado pelo imperador para governar os hérulos assentados nas imediações de Singiduno, em resposta à solicitação deles por novo líder. Inicialmente o aceitaram, mas então o abandonaram em detrimento de Dácio, obrigando-o a voltar para Constantinopla. Ao retornar, foi imediatamente nomeado mestre dos soldados na presença, função que provavelmente exerceu entre 548/9-552. Em 552, estava entre os comandantes nomeados por Justiniano para liderar uma expedição de ajuda aos lombardos, que estavam em guerra com os gépidas. Todos os comandantes, exceto Amalafredo, permaneceram estacionados em Ulpiana.